# گراسیا
گراسیا (به اسپانیایی: Graciá) یکی از بخش‌های شهر بارسلون، پایتخت کاتالونیا در پادشاهی اسپانیا است و در شمال مرکزی آن واقع شده‌است. این منطقه به‌خاطر خیابان‌های باریک و قدیمی، میدان‌های پرجنب‌وجوش، کافه‌های دنج، مغازه‌های محلی و فضای هنری‌اش شهرت دارد و زندگی شبانه و فرهنگ بوهمی و هیپی آن مورد توجه جوانان است. از جاذبه‌های گردشگری گراسیا می‌توان به پارک گوئل اشاره کرد.

## تاریخچه
گراسیا تا اواخر قرن ۱۹ میلادی یک شهر جدا از بارسلون به‌شمار می‌آمد و از طریق پسیج د گراسیا به آن شهر متصل می‌شد؛ به همین دلیل، این منطقه همچنان حس‌وحال یک شهر کوچک را دارد و برخلاف بیشتر مناطق بارسلون، از هویتی منحصربه‌فرد برخوردار است.